# Commanderie de Laon
La commanderie de Laon ou chapelle des Templiers date du XIIe siècle. Elle est commanderie templière avant de devenir hospitalière. Elle est propriété de la commune, classée au titre des monuments historiques par liste en 1846.

## Histoire
Les Templiers établirent dans la ville en 1128, avec l’appui de Barthélemy de Jur, et l'accord du pape Honorius II, une commanderie.
En 1312, après la dissolution de l'ordre du Temple, la chapelle revint à l'ordre de Saint-Jean de Jérusalem.
La chapelle de la commanderie, de forme octogonale, fut construite vers 1140. Le chœur du bâtiment central se veut la réplique du Saint-Sépulcre de Jérusalem. La chapelle de la commanderie de Laon servira de modèle à la construction de la Chapelle de Metz.
L'édifice religieux servit de chapelle funéraire. Elle fait actuellement partie du musée de Laon qui renferme, en son sein, le gisant de la pierre tombale de Guillaume de Harcigny, médecin du roi Charles VI de France. Les sépultures de Grégoire chapelain du Temple décédé en 1268, Jacques de Haute Avesnes commandeur de Puisieux, mort en 1235, et S. P. Spifaine ont été relevées au XXe siècle.
Sous la Révolution, les bâtiments abritèrent une prison, celle de la tour de Louis d'Outremer étant devenue insuffisante.

## Galerie

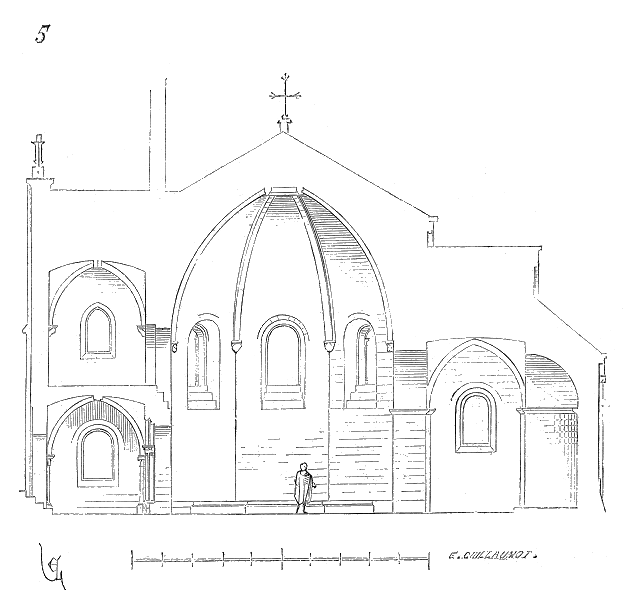
Dessin de Viollet-Le-Duc.
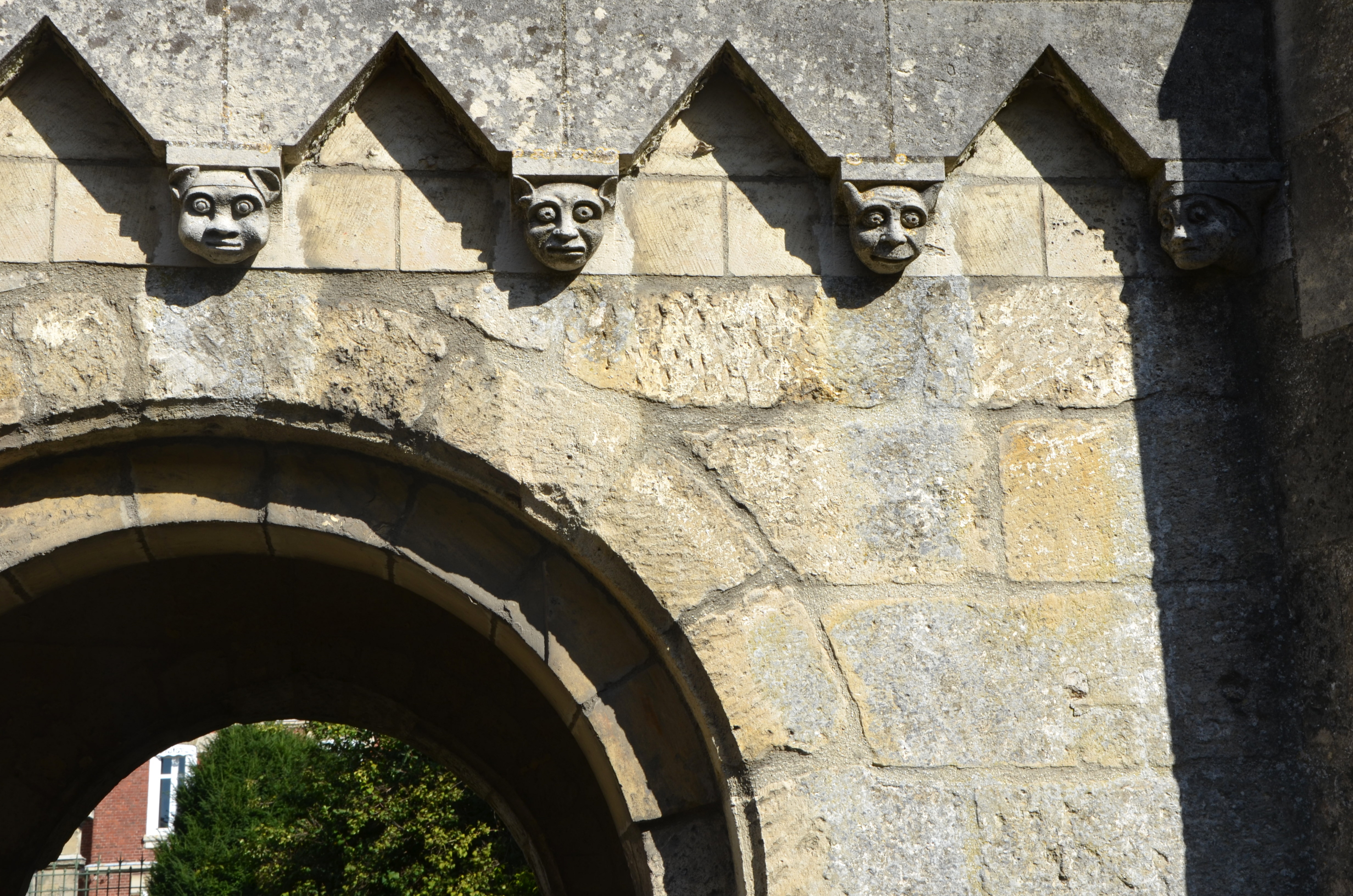
Modillons sur le narthex.
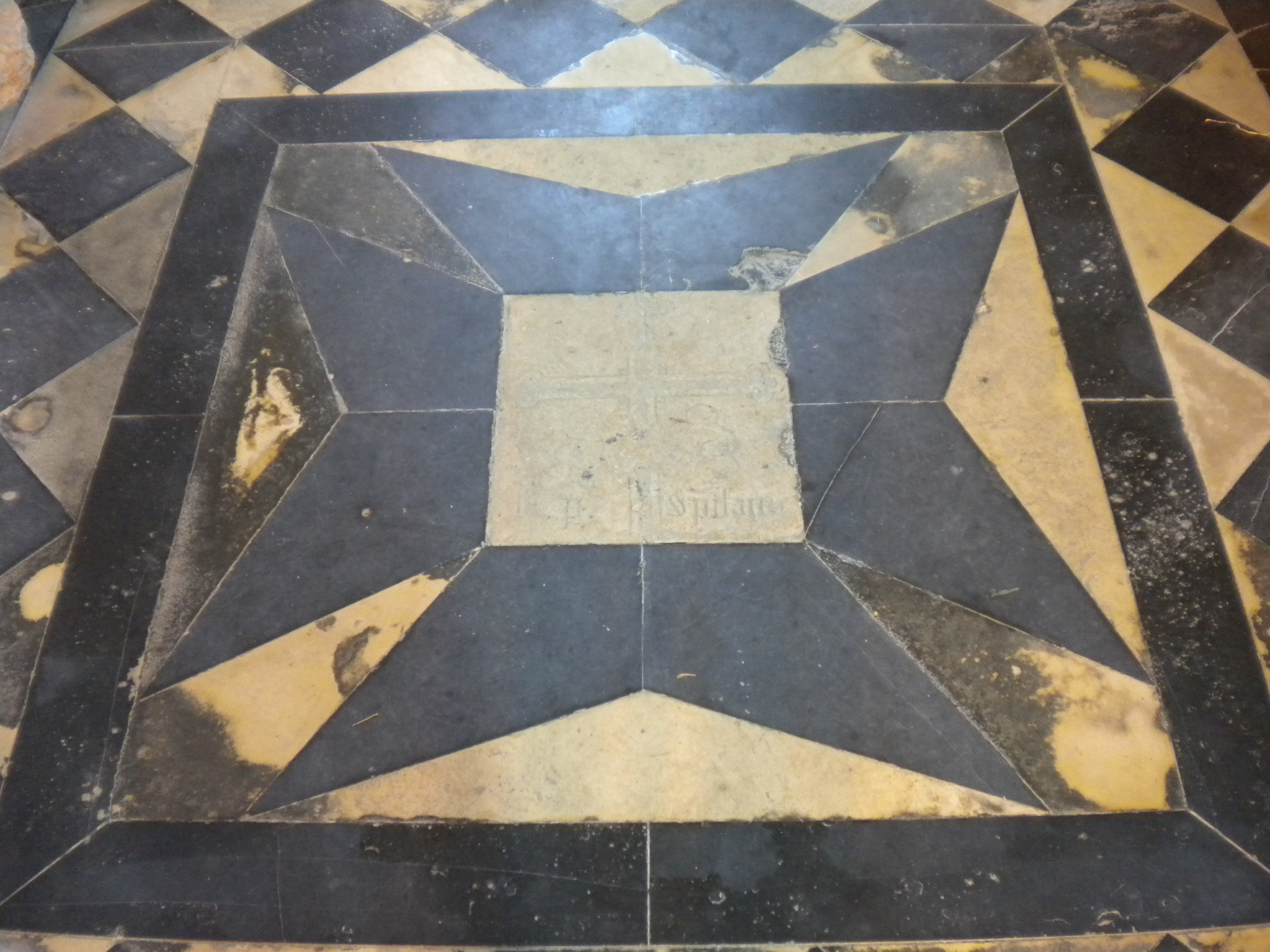
Le dallage.
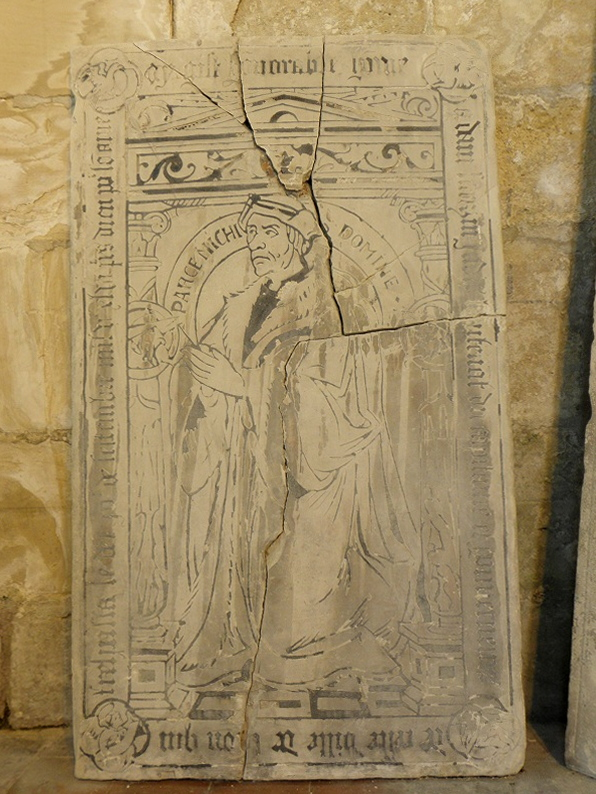
Une plaque tombale.
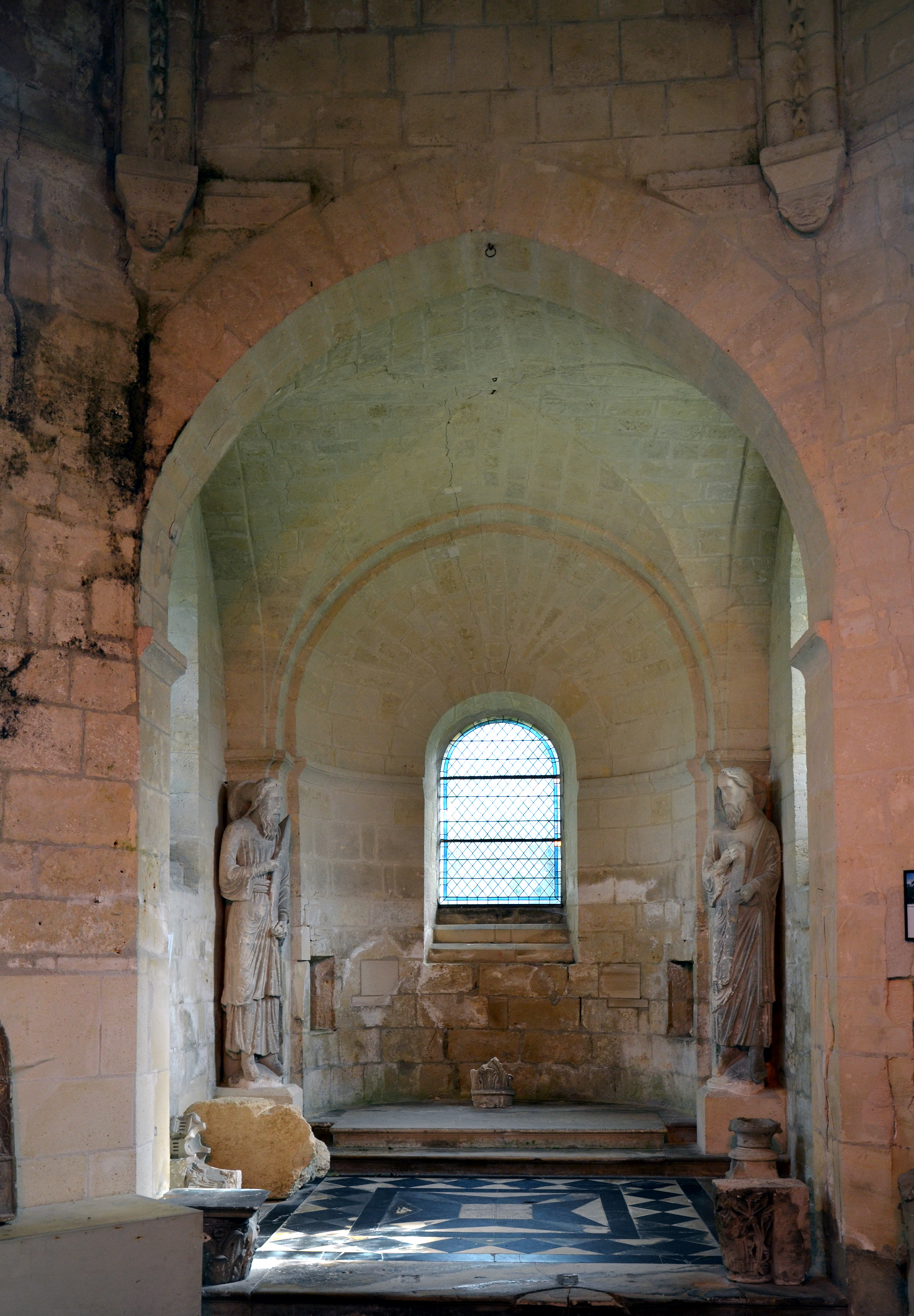
L'autel du chœur.